# Dopolavoro Ferroviario Trieste 1972
Questa voce raccoglie le informazioni riguardanti il Dopolavoro Ferroviario Trieste nelle competizioni ufficiali della stagione 1972.

## Maglie e sponsor
| 1ª divisa |